# Bulmer (Essex)
Bulmer – wieś w Anglii, w hrabstwie Essex, w dystrykcie Braintree. Leży 36 km na północny wschód od miasta Chelmsford i 81 km na północny wschód od Londynu.